# Маяк Браунс-Пойнт
Маяк Браунс-Пойнт (англ. Browns Point Light) — маяк, расположенный в черте города Такома, на восточной стороне залива Комменсмент-Бей, округ Пирс, штат Вашингтон, США. Построен в 1887 году. Автоматизирован в 1960 году.

## История
Первый деревянный маяк на восточном входе в залив Комменсмент-Бей был введен в эксплуатацию 12 декабря 1887 года. В то время он был расположен на территории резервации племени Пьюаллап. В 1889 году Вашингтон стал отдельным штатом. Туманы мешали судоходству в этом районе, и 6 июня 1900 года Конгресс США выделил 3 000$ на установку противотуманного колокола на маяк. 5 марта 1903 года был заключен контракт на строительство нового двухэтажного деревянного здания маяка на сумму 5300$. Строительство было завершено 26 октября 1903 года. В 1905 году к станции пристроили лодочный домик, а в 1907 году — небольшую котельную из оцинкованного железа. В 1922 году маяк бы электрифицирован. В 1933 году была построена современная башня бетонная высотой 10 метров в стиле ар-деко. В 1963 году Береговая охрана США автоматизировала маяк. После этого необходимость в наличии постоянного смотрителя отпала, и бывший дом смотрителя сдавался в аренду в качестве частной резиденции с 1964 по 2000 год.
16 февраля 1989 года маяк был включён в Национальный реестр исторических мест.
В настоящее время в бывшем доме смотрителя проводятся экскурсии. В июле 2021 года началась реставрация маяка.